# Đinh Việt Lang
Đinh Việt Lang (1939 - 4 tháng 1 năm 1997) là một nhạc sĩ nhạc vàng trước năm 1975, nổi tiếng qua các ca khúc như Lạnh lùng, Hẹn một mùa xuân và Ngày vui qua mau.

## Cuộc đời
Ông tên thật là Đinh Xuân Tình, sinh năm 1939 tại Sài Gòn trong một gia đình có 9 anh chị em, quê gốc tại Cần Thơ.
Năm 1959, ông đã phổ thơ của nhà thơ Vạn Thuyết Linh với bài ca Lạnh lùng, được một số ca sĩ trình bày.

Bìa bản nhạc Lạnh lùng xuất bản lần đầu tiên vào năm 1959.

Tuy ông sáng tác không nhiều, tuy nhiên có khá là nhiều hát nhạc của ông ở trong nuóc lẫn hải ngoại. Điển hình như những bài hát như Ngày vui qua mau, Hẹn một mùa xuân, Biển động, Chết non,...và có một số tác phẩm khác. Bài hát cuối cùng của ông là Cỏ đen.
Ông cũng có một học trò là ca sĩ Mai Lệ Huyền và chính ông cùng Trần Trịnh đặt nghệ danh cho ca sĩ Mai Lệ Huyền.
Sau năm 1975, ông vẫn ở lại Việt Nam và bị bệnh ho lao khá nặng, sau đó qua đời vào ngày 4 tháng 1 năm 1997 trong tình trạng say rượu.
Ông có 1 người vợ tên là Trần Xuân Nga và có hai người con trai, trong đó có 1 người con đã mất.

## Tác phẩm
- Biển động (Ký tên Đinh Diễm Vị)
- Cỏ đen
- Chết non (viết chung với Nhật Ngân)
- Hẹn một mùa xuân (Tôi sẽ về)
- Lạnh lùng (với Vạn Thuyết Linh)
- Muốn xa
- Ngày vui qua mau (viết chung với Nhật Ngân)
- Nửa linh hồn sầu
- Rêu mờ dấu xưa (viết chung với Trần Trịnh - Ký tên Đinh Diễm Vị)